# Globasnitz
Globasnitz (slovenska: Globasnica) är en ort och kommun i Österrike. Den ligger i distriktet Völkermarkt i förbundslandet Kärnten, 220 km sydväst om huvudstaden Wien. 
Kommunen består av tio orter (Ortschaften) (inom parentes invånarantal 1 januari 2024):

- Globasnitz (271)
- Jaunstein (142)
- Kleindorf (221)
- Podrain (91)
- St. Stefan (253)
- Slovenjach (13)
- Traundorf (330)
- Tschepitschach (70)
- Unterbergen (36)
- Wackendorf (150)